# Health
HEALTH er et noise indie-rockband fra Los Angeles, dannet i 2006. 

## Biografi
HEALTH udsprang af The Smell-scenen i Los Angeles, og har rendyrket en melodisk støjrock med gennemgående brug af dissonanser. De medlemmer er Jake Duzsik (vokal), Jupiter Keyes (guitar), John Famiglietti (el-bas) og Benjamin Jared Miller (trommer). De er repræsentanter for undergenren New Weird America.

## Diskografi

### Studiealbums
| Health                                  | - Released: September 18, 2007 - Label: Lovepump United | —              | —              | —              |                |
| Get Color                               | - Released: September 8, 2009 - Label: Lovepump United  | 17             | —              | 43             | - U.S.: 11,000 |
| Death Magic                             | - Released: August 7, 2015 - Label: Loma Vista          | 5              | 24             | —              |                |
| VOL. 4 :: SLAVES OF FEAR                | - Released: February 8, 2019 - Label: Loma Vista        | To be released | To be released | To be released |                |
| "—" denotes releases that did not chart |                                                         |                |                |                |                |

### Remixalbums
| Album             | Detaljer                                           |
| ----------------- | -------------------------------------------------- |
| Health//Disco     | - Released: May 27, 2008 - Label: Lovepump United  |
| Health::Disco2    | - Released: June 22, 2010 - Label: Lovepump United |
| Disco3            | - Released: 2017 - Label: Loma Vista               |
| Disco3+           | - Released: 2017 - Label: Loma Vista               |
| Disco 4 :: Part I | - Released: 2020 - Label: Loma Vista               |

### Split-album
- 2006 — Health/Elphaba 7″ Split - Rome Plow Records
- 2007 — Crystal Castles//Health 7″ Split - Lovepump United

### Singler
| År   | Sang                                     | Højeste hitlisteplacering | Album                           |
| År   | Sang                                     | UK Indie                  | Album                           |
| ---- | ---------------------------------------- | ------------------------- | ------------------------------- |
| 2007 | "Crimewave" (Crystal Castles vs. Health) | 9                         | Non-album single                |
| 2008 | "Triceratops" / "Lost Time"              | —                         | Health                          |
| 2008 | "Heaven"                                 | —                         | Health                          |
| 2008 | "/ / M \ \"                              | —                         | Health                          |
| 2008 | "Perfect Skin"                           | —                         | Health                          |
| 2009 | "Die Slow"                               | —                         | Get Color                       |
| 2010 | "USA Boys"                               | —                         | Health::Disco2                  |
| 2012 | "Tears"                                  | —                         | Max Payne 3 Official Soundtrack |
| 2015 | "Men Today"                              | —                         | Death Magic                     |
| 2015 | "New Coke"                               | —                         | Death Magic                     |
| 2015 | "Stonefist"                              | —                         | Death Magic                     |
| 2015 | "Life"                                   | —                         | Death Magic                     |
| 2016 | "Crusher"                                | —                         | Disco3                          |
| 2017 | "Hard To Be A God" (with NOLIFE)         | —                         | Non-album single                |
| 2018 | "Mass Grave" (with Soccer Mommy)         | —                         | Non-album single                |
| 2018 | "Body/Prison" (with Perturbator )        | —                         | Non-album single                |
| 2018 | "Innocence" (with Youth Code)            | —                         | Non-album single                |
| 2019 | "Hate You" (with JPEGMafia)              |                           |                                 |
| 2019 | "Judgement Night" (with Ghostemane)      |                           |                                 |
| 2019 | "Delicious Ape" (with Xiu Xiu)           |                           |                                 |
| 2020 | "Full of Health" (with Full of Hell)     |                           |                                 |
| 2020 | "Cyberpunk 2.0.2.0"                      |                           |                                 |